# Alexandra Lazić
Alexandra Lazić (* 24. September 1994 in Lenhovda) ist eine schwedische Volleyballspielerin.

## Karriere
Alexandra Lazić begann ihre Karriere gemeinsam mit ihrer Zwillingsschwester Rebecka bei Svedala VBK. Danach wurden die Schwestern beim Riksidrottsgymnasiet (RIG) in Falköping weiter ausgebildet. Sie spielten auch gemeinsam in der schwedischen Nationalmannschaft. 2012 gingen die Zwillinge zum französischen Erstligisten RC Cannes. Mit dem Verein gewann Alexandra Lazić mehrmals das Double aus Meisterschaft und Pokal. 2016 wechselte die Außenangreiferin zum Ligakonkurrenten Volero Le Cannet. In der Saison 2017/18 spielte sie beim VBC Voléro Zürich und wurde Schweizer Meisterin und Pokalsiegerin. Anschließend wechselte sie in die Türkei zu Nilüfer Belediyespor. 2019 wurde sie vom deutschen Meister Allianz MTV Stuttgart verpflichtet. 2020 wechselte Lazić nach Polen zu KS DevelopRes Rzeszów.